# Couranga
Couranga is een geslacht van spinnen uit de  familie van de Stiphidiidae.

## Soorten
- Couranga diehappy Gray & Smith, 2008
- Couranga kioloa Gray & Smith, 2008